# Penhale Peak
Der Penhale Peak ist ein rund 1600 m hoher Berg im ostantarktischen Viktorialand. An der Nordseite des Taylor Valley ragt er 1,3 km östlich des Mount Torii sowie unmittelbar nördlich des westlichen Endes des Hoaresees auf.
Das Advisory Committee on Antarctic Names benannte ihn 1997 nach der Biologin Polly A. Penhale von der National Science Foundation, die dort ab 1986 im Amt für Polarprogramme tätig war.